# Pseudocatolaccus malgacinus
Pseudocatolaccus malgacinus is een vliesvleugelig insect uit de familie Pteromalidae. De wetenschappelijke naam is voor het eerst geldig gepubliceerd in 1952 door Risbec.